# 마츠 셀스
마츠 빌리 엘스 셀스(네덜란드어: Matz Willy Els Sels, 1992년 2월 26일 ~ )은 벨기에의 축구 선수로, 현재 잉글랜드 프리미어리그의 노팅엄 포레스트 소속이며 포지션은 골키퍼이다.